# 大阪平原

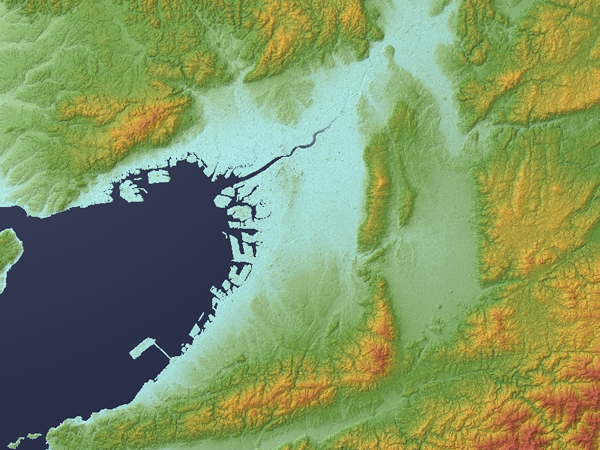
近畿平原周邊地形圖

近畿平原，又称大阪平原，為位於日本近畿地方的平原，坐落於括大阪府中央部分以及兵库县东南部，为阪神工業地帶的所在地。南临大阪湾，西与淡路岛隔海相望。由于近代过度的开发，大阪平原作为一个沿海平原其天然海岸线已不复存在。大规模地下取水，使得地面大幅度下降，使海水倒灌成为一个严重问题。